# Arestorides
Arestorides is een geslacht van weekdieren uit de klasse van de Gastropoda (slakken).

## Soort
- Arestorides argus (Linnaeus, 1758)